# Міцели

Схема міцели фосфоліпіду у водному розчині.

Міцели (англ. micelles; нім. Mizellen f pl) — скупчення правильно розташованих молекул, асоціація в агрегати молекул, які втримуються переважно дисперсійними силами.

## Загальний опис
Кожна міцела є асоційованою частинкою дисперсної фази золю, яка містить також подвійний електричний шар і сольватні оболонки; існує в рівновазі з молекулами та йонами, які її утворюють (наприклад, поверхнево-активні речовини в розчинах).
Утворення міцел характерне для водних розчинів мийних речовин і деяких органічних барвників з великими молекулами. Органічні й неорганічні молекулярні агрегати, що трапляються в колоїдних розчинах; їхні довголанцюгові структурні одиниці хімічним шляхом з'єднуються та створюють жмутики.
Приклади
При гідратуванні бентоніту йони натрію або інших металів входять до розчину, частинки глини та йони утворюють міцелу. Мають місце при міцелярному витісненні нафти із покладу.

## Інвертовані міцели

Схема інвертованої міцели сформованої в аполярному органічному розчиннику.

Інвертовані міцели (англ. inverted micelles; нім. invertierte Mizellen f pl) — оборотні колоїдні асоціати поверхнево-активних речовин у неполярному розчиннику, в яких полярні групи (на відміну від міцел, утворених цими речовинами у воді) сконцентровані всередині міцели, а назовні розташовані ліпофільні групи, що простягаються в неполярний розчинник.

## Міцелярна маса
Термін характеризує нейтральні міцели, а отже сюди включені маси еквівалентної кількості протийонів до йона поверхнево-активної речовини.